# Odile Vuillemin
Odile Vuillemin (* 8. července 1976, Méty, Francie) je francouzská herečka.

## Počátky
Narodila se v Metách do rodiny inženýra a matky v domácnosti. Spolu s Odile se její matka starala o další čtyři dcery. V Paříži studovala sociologii, psychologii a cizí jazyky. Než se dostala k divadlu, chtěla se stát etnoložkou.

## Kariéra
Poprvé se před kamerou objevila v roce 2002, a to konkrétně ve snímku Le doux amour des hommes. Českým divákům může být známá z celovečerních snímků jako Superstar nebo Švihák ajťák.
Největší úspěch jí však přinesla role psycholožky Chloé Saint-Laurent v seriálu Profil zločinu.

## Filmografie

### Filmy
- 2002: Le Doux amour des hommes
- 2004: Superstar, Á tout de suite
- 2008: Sit In
- 2009: Švihák ajťák
- 2011: J´aime regarder les filles
- 2013: Amour & turbulences

### Televizní filmy
- 2007: Double Face

### Televizní seriály
- 2009–2013: Profil zločinu
- 2011: Xanadu